# Déservillers
Déservillers är en kommun i departementet Doubs i regionen Bourgogne-Franche-Comté i östra Frankrike. Kommunen ligger i kantonen Amancey som tillhör arrondissementet Besançon. År 2022 hade Déservillers 336 invånare.

## Befolkningsutveckling
Antalet invånare i kommunen Déservillers
Referens:INSEE